# Барчеллона-Поццо-ди-Готто
Барчелло́на-По́ццо-ди-Го́тто (итал. Barcellona Pozzo di Gotto, сиц. Barcillona) — коммуна в Италии, располагается в области Сицилия, в провинции Мессина.
Население составляет 41293 человека (2008 г.), плотность населения составляет 699 чел./км². Занимает площадь 59 км². Почтовый индекс — 98051. Телефонный код — 090.
Покровителем населённого пункта считается святой Себастьян, празднование 20 января.

## Демография
Динамика населения:

## Администрация коммуны
- Официальный сайт: http://www.comune.barcellona-pozzo-di-gotto.me.it/ Архивная копия от 9 февраля 2010 на Wayback Machine